# Земля (альбом «Океана Ельзи»)
«Земля» — восьмой студийный альбом группы «Океан Ельзи», выпущенный 15 мая 2013 года, релиз в CD на Украине прошёл 20 мая, в России и СНГ — 22 мая.

## Об альбоме
Над восьмым студийным альбомом группа работала в Бельгии с британским саунд-продюсером, обладателем трех наград Grammy Кеном Нельсоном. Во время записи альбома коллектив покинул гитарист Петр Чернявский, поэтому некоторые композиции были записаны при участии сербского гитариста Владимира Опсеницы.
Премьера первого сингла из него — песни «Обійми» — состоялась в феврале. Второй сингл «Стріляй» и видеоклип, снятый режиссёром Майком Брюсом, вышли в апреле.
В поддержку альбома группа провела тур «Земля», который начался 19 мая в Мукачево. В России группа выступила с новым альбомом 15 октября, а закончилась российская часть тура концертами 22 и 23 ноября в Москве. Также в рамках тура музыканты выступили в Белоруссии (8 декабря) и Северной Америке.
На Украине релиз представляла SUSY Records, в странах СНГ — ФГ Никитин.

### Рецензии
Важно, что весь альбом «Земля» является цельным полотном, наверное поэтому и был назван в честь фундаментальной природной стихии. Очень сложно препарировать столь продуманную работу, раскладывая её на составляющие и компоненты. Музыканты в очередной раз доказали, что пророки в своем отечестве есть, и выпустили замечательный и талантливый альбом, в очередной раз подняв планку творческой самореализации.
После выхода альбома «Брюссель» критики принялись в нём копаться чуть ли не как в наследии Достоевского. К чему это? Я просто пишу в своё удовольствие. Хотите — слушайте, хотите — нет.

### Обложка альбома
Комментируя обложку альбома, лидер группы Святослав Вакарчук отметил, что на ней изображена не почва, а семена преимущественно украинского происхождения.
Здесь 12 видов семян, в том числе и конопли. Каждая семечка соответствует отдельной песне. Земля ценна не тем, что она земля, а тем, что на ней что-то растет. Возможно, это немного детская, но, на мой взгляд, интересная идея.
Святослав Вакарчук

## Композиции[7]
1. З нею (4:57) — (рус. С ней)
2. Стіна (3:27) — (рус. Стена)
3. Бодегіта (4:05) — (рус. Бодегита)
4. Незалежність (3:16) — (рус. Независимость)
5. Rendez-vous (4:11) — (рус. Рандеву)
6. Стріляй (4:48) — (рус. Стреляй)
7. Обійми (3:44) — (рус. Обними)
8. Караван (3:52) — (рус. Караван)
9. Джульєтта (4:36) — (рус. Джульетта)
10. На небі (3:41) — (рус. На небе)
11. Пори року (4:53) — (рус. Времена года)
12. Коли навколо ні душі (3:11) — (рус. Когда вокруг ни души)

## Музыканты
- Вокал — Святослав Вакарчук
- Барабаны — Денис Глинин
- Бас — Денис Дудко
- Гитара — Петр Чернявский (2, 4, 6, 7, 10)
- Гитара — Владимир Опсеница (1, 3, 5, 8, 9, 11)
- Клавишные — Милош Елич